# Atlanta oligogyra
Atlanta oligogyra là một loài ốc biển, là động vật thân mềm chân bụng sống ở biển trong họ Atlantidae.